# Axinella pyramidata
Axinella pyramidata är en svampdjursart som beskrevs av Stephens 1916. Axinella pyramidata ingår i släktet Axinella och familjen Axinellidae. Inga underarter finns listade i Catalogue of Life.